# Gastão Paranhos do Rio Branco
Gastão Paranhos do Rio Branco (* 30. August 1888 in São Gabriel (Rio Grande do Sul); † 1961) war ein brasilianischer Diplomat.

## Leben
Gastão Paranhos do Rio Branco war ein Neffe von José Maria da Silva Paranhos Júnior, barão do Rio Branco. Der ausgebildete Vermessungsingenieur und Oberleutnant zur See wurde 1913 Assistent der brasilianisch-uruguayischen Grenzkommission. Von 1914 bis 1915 war er Marineattaché in London. Im Jahr 1924 wurde er als Geschäftsträger nach Montevideo versetzt und war, anschließend von 1926 bis 1930 Gesandtschaftssekretär erster Klasse in Buenos Aires, wo er zeitweise als Geschäftsträger fungierte. Danach war er von 1930 bis 1932 im gleichen Rang in Rom tätig, wo er 1931 auch das Konsularwesen leitete.
Nach einem Einsatz als Chef des protokollarischen Dienstes im Palácio do Itamarity, dem brasilianischen Außenministerium, im Jahr 1935 wurde er als außerordentlicher Gesandter und Ministre plénipotentiaire in La Paz (1937–1938), in Kopenhagen (1939–1942), in Santo Domingo (1943–1946), in Nanking bei Chiang Kai-shek (1946–1952) und zwischenzeitlich 1947/1948 in Neu-Delhi eingesetzt.